# Бубесхајм
Бубесхајм (њем. Bubesheim) општина је у њемачкој савезној држави Баварска. Једно је од 34 општинска средишта округа Гинцбург. Према процјени из 2010. у општини је живјело 1.451 становника. Посједује регионалну шифру (AGS) 9774118.

## Географски и демографски подаци
Бубесхајм се налази у савезној држави Баварска у округу Гинцбург. Општина се налази на надморској висини од 466 метара. Површина општине износи 7,8 km². У самом мјесту је, према процјени из 2010. године, живјело 1.451 становника. Просјечна густина становништва износи 187 становника/km².

## Међународна сарадња
| Мјесто | Држава    | Врста сарадње | Од    |
| ------ | --------- | ------------- | ----- |
|        | Француска | пријатељство  | 1985. |
| Извор  |           |               |       |